# Joacă-mă bădiță ca la noi în sat!
Joacă-mă bădiță ca la noi în sat este un cântec popular interpretat de Lucreția Ciobanu.